# 亞當·斯特萊斯
亞當·斯特萊斯（英語：Adam Straith；1990年9月11日—）是一位加拿大職業足球運動員，同時也代表加拿大國家足球隊參賽。

## 球員生涯
他曾外流歐洲效力德意志及挪威球隊，也有在祖國加拿大踢過球。